# Citylandia (álbum)
Citylandia es el primer disco solista del cantautor uruguayo Pablo Sciuto. Fue publicado en CD por el sello argentino Laberinto Records en el año 1998, fue grabado en la ciudad de Barcelona en los estudios Equasound en Hospitalet de Llobregat y fue grabado completamente en cinta analógica.
El disco se forja tras la disolución de sus bandas montevideanas Escape y Luz del Alba, bajo ese marco y otros problemas familiares, decide embarcarse en un viaje de varios meses de experimentación por Europa como músico callejero, recorriendo diversos países y ciudades, Londres, Ámsterdam, Toulouse, Roma, Barcelona, entre otras. En Barcelona se establece temporalmente y mientras intercala conciertos improvisados en La Rambla, en esa ciudad se consolidan las nuevas canciones y la decisión de grabar en acústico su primer larga duración. El único invitado es el saxofonista peruano Hugo Amaya en el tema instrumental "Jamila".

## Estilo musical
Es un álbum con un sonido muy rústico y una sonoridad lo-fi, un trabajo muy personal donde el folk, el blues y la canción urbana de donde sale su nombre, se mezcla con poesías que están muy marcadas por la soledad y el existencialismo.
En el álbum Pablo se atreve con su única canción en francés "La Ville del Vents" compuesta y dedicada a la comuna de Villefranche de Rouergue.

## Lista de canciones
| Lado A |                                |          |  |
| N.º    | Título                         | Duración |  |
| 1.     | «Jamila»                       | 2:41     |  |
| 2.     | «Citylandia»                   | 4:09     |  |
| 3.     | «Hoy camino solo»              | 3:29     |  |
| 4.     | «En una plaza»                 | 3:34     |  |
| 5.     | «Creo no poder sobrevivir»     | 3:02     |  |
| 6.     | «La Ville del Vents»           | 2:59     |  |
| 7.     | «Te voy a contar una historia» | 2:38     |  |
| 8.     | «Tango Luna»                   | 2:55     |  |
| 9.     | «Sideral»                      | 3:01     |  |

## Ficha técnica
Pablo Sciuto: voz, guitarra acústica y programación de batería electrónica en A1.
Hugo Amaya: Saxo en A1.
Diseño de portada: Pablo Sciuto
- Grabado y mezclado en los estudios Equasound, Barcelona, España.